# Bill Hicks
William Melvin "Bill" Hicks (16 de desembre, 1961 - 26 de febrer, 1994) fou un humorista estatunidenc. El seu humor desafiava les creences més populars amb l'objectiu "d'il·luminar a la gent perquè pensés per ella mateixa". En les seves bromes, Hicks incloïa discussions generals sobre la societat, la religió, la política i els seus problemes personals. El contingut dels seus monòlegs era deliberadament controversista. Tant en les seves actuacions com en entrevistes, criticava sovint la mediocritat i la banalitat en la cultura popular i els mitjans de comunicació, descrivint-los com a eines opressives de la classe que tenia el poder, destinats a "mantenir la gent estúpida i apàtica". Va morir de càncer de pàncrees l'any 1994 a l'edat de 32 anys.

## Primers anys
Nascut a Valdosta, Geòrgia, Bill Hicks era el fill d'enn Jim i la Mary (Reese) Hicks, i tenia dos germans més grans, l'Steve i en Lynn. La família va viure a Florida, Alabama i Nova Jersey abans d'establir-se a Houston, Texas, quan en Hicks tenia set anys. Va ser educat en les creences de la Convenció Baptista del Sud, on va començar a actuar com a humorista per a nens a l'Escola Dominical.
Va iniciar-se en el món de la comèdia de molt jove, emulant a Woody Allen i Richard Pryor, i escrivint números amb el seu amic Dwight Slade. Preocupats pel seu comportament, els seus pares el van portar a un piscoanalista a l'edat de 17, però segons en Hicks, en la primera sessió el psicoanalista li va fer saber que "...són ells, no tu."
El 1978, Hicks, amb els seus amics Slade, John S. i Kevin Booth, van començar a actuar al Comedy Workshop de Houston. Al principi, Hicks era incapaç de conduir fins al local per ell mateix, i era tan jove que necessitava un permís de treball especial per actuar. En la tardor de 1978, Hicks ja s'havia fet un lloc actuant-hi cada dimarts a la nit, al mateix temps que atenia a l'Institut de Stratford. Era molt ben rebut i va començar a desenvolupar les seves habilitats d'improvisació, tot i que les seves actuacions estaven molt limitades de temps en aquells dies.

## Califòrnia i Nova York
El 1986, Hicks es trobava en una situació econòmica bastant pobre, però la seva carrera va tornar a millorar quan va aparèixer a Young Comedians Special (Especial de Comediants Joves) de Rodney Dangerfield, l'any 1987. Aquell mateix any va mudar-se a Nova York, i durant els següents cinc anys, va realitzar unes 300 actuacions per any. A l'àlbum Relentless, Hicks bromejava del fet que havia deixat les drogues perquè "una vegada has estat portat a bord d'un OVNI, és difícil superar-ho", tot i que en els seus monòlegs continuava exalçant les virtuts de la LSD, la marihuana i els bolets al·lucinògens. També va tornar a fumar amb freqüència, un tema que esdevindria molt recurrent en les seves actuacions a partir de llavors.
L'any 1988 Hicks va contractar el seu primer mànager professional, Jack Mondrus. Durant el 1989, Mondrus va treballar per convèncer molts clubs perquè contractessin a en Hicks, prometent que el seu comportament amb relació a les drogues i l'alcohol eren cosa del passat. Entre els mànagers de club que contractaren el llavors sobri Hicks es troba Colleen McGarr, qui més tard es convertiria en la seva nòvia i la seva promesa en els seus últims anys.
En una actuació a Chicago l'any 1989, Hicks va pronunciar una de les seves cites més infames. Després que un espectador cridés constantment "Free Bird", Hicks va cridar "La idea de Hitler era bona, el que passa és que no hi va posar suficient esforç". Hicks seguí aquesta observació amb una diatriba misantròpica fent una crida per un genocidi imparcial contra tota la humanitat. Aquell mateix any va publicar el seu primer vídeo, Sane Man., que seria reemès l'any 2006.

## Principi de la fama
L'any 1990, Hicks a publicar el seu primer àlbum, Dangerous, gravació de l'actuació que va realitzar en l'especial d'HBO One Night Stand i al Just for Laughs de Montreal.
També formava part del grup de comediants estatunidencs en viu que va actuar al teatre West End de Londres al novembre. Hicks va tenir molt d'èxit al Regne Unit i a Irlanda i va continuar actuant-hi durant el 1991. Aquell any, va tornar al festival Just for Laughs i va gravar-hi el seu segon àlbu, Relentless.
Hicks va fer un breu desviament a la música gravant amb l'àlbum epònim Marble Head Johnson l'any 1992. Al novembre, va fer una gira pel Regne Unit, on va gravar el vídeo Revelations pel Channel 4. Va tancar la gira amb "It's Just a Ride", una de les seves més famoses filosofies sobre la vida. També en aquesta gira va gravar l'actuació en directe publicada completament en el doble CD titulat Salvation. Hicks va ser votat com l'"Humorista més poular" per la revista Rolling Stone, i va mudar-se a Los Angeles a principis del 1993.
El grup de metal progressiu Tool va convidar Hicks a un gran nombre de concerts en les seves actuacions a Lollapalooza l'any 1993, on Hicks va demanar a l'audiència que l'ajudessin a buscar les lents de contacte que havia perdut. Milers de persones van fer-li cas. Aquesta broma va agradar tant al cantant de Tool Maynard James Keenan que la va repetir en nombroses ocasions posteriorment. Keenan, qui havia treballat com a humorista a Los Angeles abans de Tool, havia conegut a en Hicks a través d'amics en comú i d'actuacions en els mateixos locals. L'any 1996, Tool va publicar l'àlbum Ænima, que conté algunes frases gravades de Hicks. La cançó "Ænema" fa referència a la filosofia d'Arizona Bay d'en Hicks i l'última cançó, "Third Eye" conté fragments dels àlbums Dangerous i Relentless. El grup Faith No More de rock experimental també va citar a en Hicks a "Ricochet", cançó del seu àlbum King for a Day... Foor for a Lifetime, cantant "It's always funny until someone gets hurt and then it's just hilarious." (És sempre graciós fins que algú es fa mal, i llavors és simplement divertidíssim).

### Censura i posterior
L'1 d'octubre del 1993, uns cinc mesos abans de la seva mort, estava previst que Hicks aparegués a Late Show with David Letterman (Programa de nit amb David Letterman), la seva dotzena aparició en un programa d'en Letterman. Les primeres 11 aparicions havien estat a Late Night with David Letterman (Programa de nit amb David Letterman), però la seva actuació va ser eliminada de la transmissió — l'única ocasió fins llavors en què l'actuació sencera d'un comediant és eliminada d'un programa després de ser gravada. L'actuació en directe d'en Hicks va ser eliminada del programa suposadament perquè Letterman i els seus productors estaven incòmodes amb les bromes d'en Hicks sobre religió. Tant els productors del programa com els responsables de la CBS van negar la seva responsabilitat. Hicks va expressar els seus sentiments de traïció en una carta de 39 pàgines escrita a mà dirigida a John Lahr del The New Yorker. Tot i que Letterman va expressar el seu lament per la forma amb què s'havia tractat a Hicks, aquest no va tornar a aparèixer en el programa. Tota la història d'aquest succés va ser publicada en un perfil del New Yorker per Lahr. Més tard, aquest perfil va ser publicat en el llibre de John Lahr Light Fantastic.
L'episodi "The Performing Artist" (L'artista actuant) de The Larry Sanders Show (Segona temporada, episodi 14), amb Tim Miller, va ser aparentment basat en l'aparició final de Hicks al programa de Letterman. En aquest episodi, Larry Sanders talla l'actuació d'en Tim del programa per ser massa atrevida, i més tard és renyat per en Tom Arnold i la Roseanne Barr. Va ser emès el 25 d'agost del 1994.
Mary, la mare d'en Hicks, va aparèixer el 30 de gener del 2009 en un episodi del Late Show. Letterman va emetre el número d'en Hicks sencer. Letterman va assumir tota la responsabilitat per la censura original i va disculpar-se a la senyora Hicks, qui havia acceptat la invitació per assistir com a convidada al programa. Letterman va declarar també que no sabia en què estava pensant quan va eliminar l'actuació del programa el 1993, i digué "It says more about me as a guy than it says about Bill because there was absolutely nothing wrong with it." (Diu més de mi com a persona que sobre Bill perquè no hi havia res de dolent en aquell número).

### Càncer i mort
L'abril del 1993, mentre feia una gira per Austràlia, Hicks començà a queixar-se de dolor al costat, i el 16 de juny d'aquell mateix any, va ser diagnosticat amb càncer de pàncrees, el qual s'havia estès fins al fetge. Va començar a fer sessions setmanals de quimioteràpia, al mateix temps que seguia de gira i gravava el seu àlbum Arizona Bay amb Kevin Booth. També estava treballant amb l'humorista Fallon Woodland en un episodi pilot d'un nou programa d'entrevistes, titulat Counts of the Netherworld (Comtes de l'Infern) pel Channel 4 en el moment de la seva mort. El pressupost i la idea havien estat aprovats, i s'havia filmat l'episodi pilot. Aquest episodi pilot de Counts of the Netherworld va ser emès a diferents especials de tribut en el desè aniversari de la seva mort, el 26 de febrer de 2004.
Aquell mateix any, després d'haver estat diagnosticat amb càncer, Hicks faria broma sovint en les actuacions exclamant que seria l'última. La seva última actuació va ser al local Caroline's de Nova York, el 6 de gener del 1994. Al cap de poc temps va mudar-se a casa dels seus pares a Little Rock, Arkansas. Va trucar als seus amics per acomiadar-se, abans de deixar de parlar el 14 de febrer, i va rellegir-se La Germandat de l'Anell de Tolkien. Va passar la resta del seu temps amb els seus pares, ensenyant-los la música que li agradava i documentals del seu interès. Va morir de càncer en presència dels seus pares a les 11:20 p.m. del 26 de febrer de 1994. Hicks va ser enterrat en els terrenys de la família a Leakesville, Mississipi.

## A l'escenari
Bill Hicks jugava sovint amb les emocions de l'audiència. Emfatitzava el seu enuig, disgust i apatia mentre parlava de forma tant personal com ho farien dos amics que s'asseuen a xerrar. En locals petits també feia contacte visual sovint amb persones individuals de l'audiència.
Relativament, ben poc del material de Hicks contenia bromes sobre les banalitats del dia a dia, centrant la major part de les seves actuacions en temes més aviat existencials. Convidava al públic a desafiar a l'autoritat i la natural existencial de la "veritat acceptada", com per exemple en el següent missatge, recitat en forma de notícia:
| « | Today, a young man on acid realized that all matter is merely energy condensed to a slow vibration — that we are all one consciousness experiencing itself subjectively. There is no such thing as death; life is only a dream, and we are the imagination of ourselves... Here's Tom with the weather! | » |

Molt de material de les actuacions de Hicks incloïen atacs directes a la societat, la religió, la política i el consumisme. Quan en una entrevista amb la BBC se li va preguntar per què no feia actuacions que agradessin "a tothom", ell va contestar que tal cosa era impossible, afegint-hi un comentari que una persona de l'audiència li digué una vegada: "No venim a la comèdia a pensar!", a qui va contestar-li "On aneu a pensar? Ens veiem allà, doncs!" En la mateixa entrevista, va dir també: "Les meves actuacions són un punt intermedi: això és un club nocturn, i aquest són els adults.
Sovint, Hicks també discutia sobre teories de la conspiració en les seves actuacions, sobretot la de l'assassinat d'en John F. Kennedy, fent broma de l'Informe Warren i la versió oficial de Lee Harvey Oswald, un "assassí solitari i boig" essent el perpetrador, assenyalant diverses falles en la història oficial i com era evident que no podia haver ocorregut d'aquella manera que s'explicava. Hicks acabava algunes de les seves actuacions — sobretot aquelles amb més audiència i gravades — amb una representació còmica de l'"assassinat" d'ell mateix a l'escenari, imitant el so d'un tret de pistola amb la boca i caient a terra.

## Discografia

### Àlbums oficials
- Dangerous (1990)
- Relentless (1992)
- Arizona Bay (1997)
- Rant in E-Minor (1997)
- Philosophy: The Best of Bill Hicks (2001)
- Love, Laughter and Truth (2002)
- Flying Saucer Tour Vol. 1 (2002)
- Shock and Awe (2003)
- Salvation (2005)

### Vídeo/DVD
- Sane Man (VHS: 1989; DVD: 2005) (el DVD inclou una versió remasteritzada i estesa)
- One Night Stand (VHS: 1991; DVD: 2002)
- Ninja Bachelor Party (VHS: 1991)
- Relentless (VHS: 1992; DVD: 2006)
- Revelations (VHS: 1993)

### Recopilatoris
- Totally Bill Hicks (només al Regne Unit) (VHS: 1994; DVD: 2002) (comprèn els documentals "It's Just a Ride" i l'actuació en directe Revelations.)
- Bill Hicks Live: Satirist, Social Critic, Stand Up Comedian (DVD: 2004) (comprèn One Night Stand, Relentless, "It's Just a Ride" i Revelations.)